# سفارة النمسا في أوكرانيا
سفارة النمسا في أوكرانيا هي أرفع تمثيل دبلوماسي لدولة النمسا لدى أوكرانيا. تقع السفارة في كييف وهي تهدف لتعزيز المصالح النمساوية في أوكرانيا.

## وصلات خارجية
- الموقع الرسمي
- قائمة سفارات النمسا
- قائمة السفارات في أوكرانيا